# Adrian Adonis
Pour les articles homonymes, voir Adonis.
Keith Adonis Franke, Jr. (né le 15 septembre 1954 à Buffalo et mort le 4 juillet 1988 à Lewisporte dans la province de Terre-Neuve-et-Labrador) est un catcheur professionnel américain, mieux connu sous le nom de ring d'« Adorable » Adrian Adonis. Il est principalement connu pour son travail à l'American Wrestling Association (AWA) et à la World Wrestling Federation (WWF).
Il commence sa carrière en 1974 et incarne alors un biker avant de rejoindre l'AWA en 1979. Là-bas, il s'allie avec Jesse Ventura et ils remportent une fois le championnat du monde par équipes de l'AWA. En 1981, il rejoint la WWF et remporte une fois le championnat du monde par équipes de la WWF avec Dick Murdoch. En 1985, il change son gimmick et incarne « Adorable » Adrian Adonis, un catcheur travesti managé par Jimmy Hart. Il a droit à une rivalité notable avec Roddy Piper en 1987 qui lui coupe les cheveux après sa défaite à WrestleMania III. Il quitte la WWF cette année là et lutte à l'AWA et au Japon. Il meurt dans un accident de la route avec d'autres catcheurs.

## Biographie

### Jeunesse
Kenneth et Kay Franke, ses parents, adoptent Keith Adonis, Jr. peu de temps après sa naissance. Il grandit à Buffalo  avec sa petite sœur, elle aussi adoptée. Durant son adolescence, il pratique de nombreux sports. Il fait ainsi partie d'une équipe de base-ball ainsi que d'une équipe de hockey sur glace. Il est enfin membre de l'équipe de football américain de son lycée où il joue au poste de defensive lineman en plus de faire partie de l'équipe de lutte,. Après le lycée, il part au Canada tenter sa chance dans la Ligue canadienne de football chez les Tiger-Cats de Hamilton sans cependant jouer de match officiel,,.

### Débuts comme catcheur (1974-1979)
Alors qu'il est au Canada, Keith Adonis Franke, Jr. rencontre le catcheur néozélandais Fred Adkins qui va l'entraîner. Il commence sa carrière de catcheur en 1974 au Canada sous le nom de Keith Franks et incarne alors un biker,. Il passe ses premières années en Colombie Britannique à la All-Star Wrestling.
En 1977, il part en Californie lutter à la National Wrestling Alliance (NWA) Hollywood Wrestling, une fédération membre de la NWA basée à Los Angeles. Il y remporte sa première ceinture en devenant champion par équipes Americas de la NWA avec Black Gordman en avril,. Leur règne est assez court puisqu'ils perdent ce titre le 25 avril face à Mando Guerrero (en) et Tom Jones.Il est ensuite brièvement champion poids lourd Americas de la NWA pendant une semaine du 13 au 20 mai. Durant l'été, il s'allie avec Roddy Piper avec qui il est une nouvelle fois champion par équipe Americas de la NWA du 22 au 29 juillet.
En 1978, il adopte le nom de ring d'Adrian Adonis qu'il va garder durant le reste de sa carrière. Un an plus tard, il est dans l'Oregon à la Pacific Northwest Wrestling où il fait équipe avec Ron Starr. Le 3 avril, ils deviennent champions par équipes de la National Wrestling Alliance (NWA) Pacific Northwest après leur victoire face à Roddy Piper et Killer Tim Brooks. Leur règne prend fin le 21 juillet après leur défaite face aux Kiwi Sheepherders (Butch Miller et Luke Williams).

### American Wrestling Association(1979-1981)
En septembre 1979, Adonis rejoint l'American Wrestling Association (AWA). Il forme rapidement une équipe avec Jesse Ventura et ils se font appeler la East-West Connection du fait de leurs origines respectives. Cette alliance est aussi complémentaire puisque Ventura est charismatique et très à l'aise lors des interviews ce qui n'est pas le cas d'Adonis. Le 20 juillet, ils deviennent champion du monde par équipes de l'AWA car Greg Gagne (en), un des deux champions, n'est pas présent,. Leur règne prend fin le 14 juin 1981 après leur défaite face à Jim Brunzell et Greg Gagne. Ils quittent tous les deux l'AWA peu de temps après cela.

### World Wrestling Federation(1981-1987)
Adonis et Ventura débutent dans la World Wrestling Federation (WWF) plus tard cette même année en 1981, travaillant en équipe et participant aux matchs chacun de leur côté ,. Il a alors Freddie Blassie comme manager et il est un des rivaux de Bob Backlund durant son premier règne de champion poids lourd de la WWF et du champion intercontinental Pedro Morales.
Les blessures ayant fait cessé toute activité à Ventura, Adonis fait équipe avec le texan Dick Murdoch, et nommée North-South Connection. L'équipe débute en 1983. Pendant ce temps, Adonis gagne énormément de poids. Le 17 avril 1984, la North-South Connection gagne face à Tony Atlas et Rocky Johnson remportant ainsi le WWF World Tag Team Championship. Ils gardent le titre jusqu'au 25 janvier 1985, avant de le perdre face à Barry Windham et Mike Rotundo. L'équipe se sépare peu après cette défaite,,.
Fin 1985, à peine managé par Bobby « The Brain » Heenan et ayant le DDT en guise de prise de finition, le gimmick d'Adonis change peu à peu. En premier lieu, Jimmy Hart devient son manager. Avec Hart de son côté, il gagne face à Corporal Kirchner pour progresser dans le pay-per-view The Wrestling Classic en novembre, puis perd en quart de finale face à Dynamite Kid. Plus tard, Adonis devient l'efféminé « Adorable » Adrian Adonis, teignant ses cheveux en blond, portant du rose, des vêtements féminins et du maquillage. À cette période, il atteint les 350 livres (158,76 kg).

### Retour à l'AWA
Franke (désormais en crâne rasé) quitte la WWF peu après WrestleMania III et revient à l'AWA, compagnie dans laquelle il est managé par Paul E. Dangerously en 1987. Il garde sa gimmick d'« Adorable » Adrian Adonis, en compétition avec Tommy Rich et perd son dernier match à l'AWA International Television Championship face à Greg Gagne en décembre 1987. Au début de 1988, Franke devait partir en tournée au New Japan Pro Wrestling en compagnie d'autres catcheurs de l'AWA, mais une blessure à la cheville l'empêchera de participer.

## Décès
Franke est mort le 4 juillet 1988, à Lewisporte (Terre-Neuve), dans un accident de minivan avec ses partenaires catcheurs William « Mike Kelly » Arko, Victor « Pat Kelly » Arko et Dave « Wildman » McKigney (en). Le véhicule conduit par un des frères Arko quitte la route et s'écrase dans un ruisseau. Les quatre passagers sont éjectés et seul William Arko survit. Il s'en sort avec une blessure à la jambe. Franke participait alors à des circuits régionaux de catch dans l'espoir de retrouver la forme et revenir dans les circuits majeurs. Les victimes se rendaient à un gala à Grand Falls organisé par la Big Time Professionnal Wrestling.

## Palmarès

### Championnats
- American Wrestling Association (AWA)
  - 1 fois champion du monde par équipes de l'AWA avec Jesse Ventura[22]

- National Wrestling Alliance Hollywood Wrestling
  - 1 fois champion poids lourd Americas de la National Wrestling Alliance (NWA)[11]
  - 2 fois champion par équipes Americas de la NWA avec Black Gordman puis Roddy Piper[10]

- Pacific Northwest Wrestling
  - 1 fois champion par équipes de la NWA Pacific Northwest avec Ron Starr[23]

- Southwest Championship Wrestling (SCW)
  - 1 fois champion poids lourd du Sud-Ouest de la SCW[24]
  - 1 fois champion du monde poids lourd de la SCW[25]

- World Wrestling Federation (WWF)
  - 1 fois champion du monde par équipes de la WWF avec Dick Murdoch[17],[18]

### Matchs à pari (Luchas de apuetas)
| # | Résultat | Enjeu   | Adversaire (enjeu)    | Date         | Lieu                                   | Notes                        |
| - | -------- | ------- | --------------------- | ------------ | -------------------------------------- | ---------------------------- |
| 1 | Défaite  | Cheveux | Roddy Piper (cheveux) | 29 mars 1987 | Pontiac Silverdome, Pontiac (Michigan) | Au cours de WrestleMania III |

## Récompenses des magazines
- Pro Wrestling Illustrated
  - Prix Stanley Weston 1988 avec Bruiser Brody à titre posthume

- Wrestling Observer Newsletter awards
  - Most Embarrassing Wrestler (1986)
  - Most Improved Wrestler (1981)
  - Most Underrated Wrestler (1982)
  - Worst Gimmick (1986, 1987)